# Juri (Rapper)

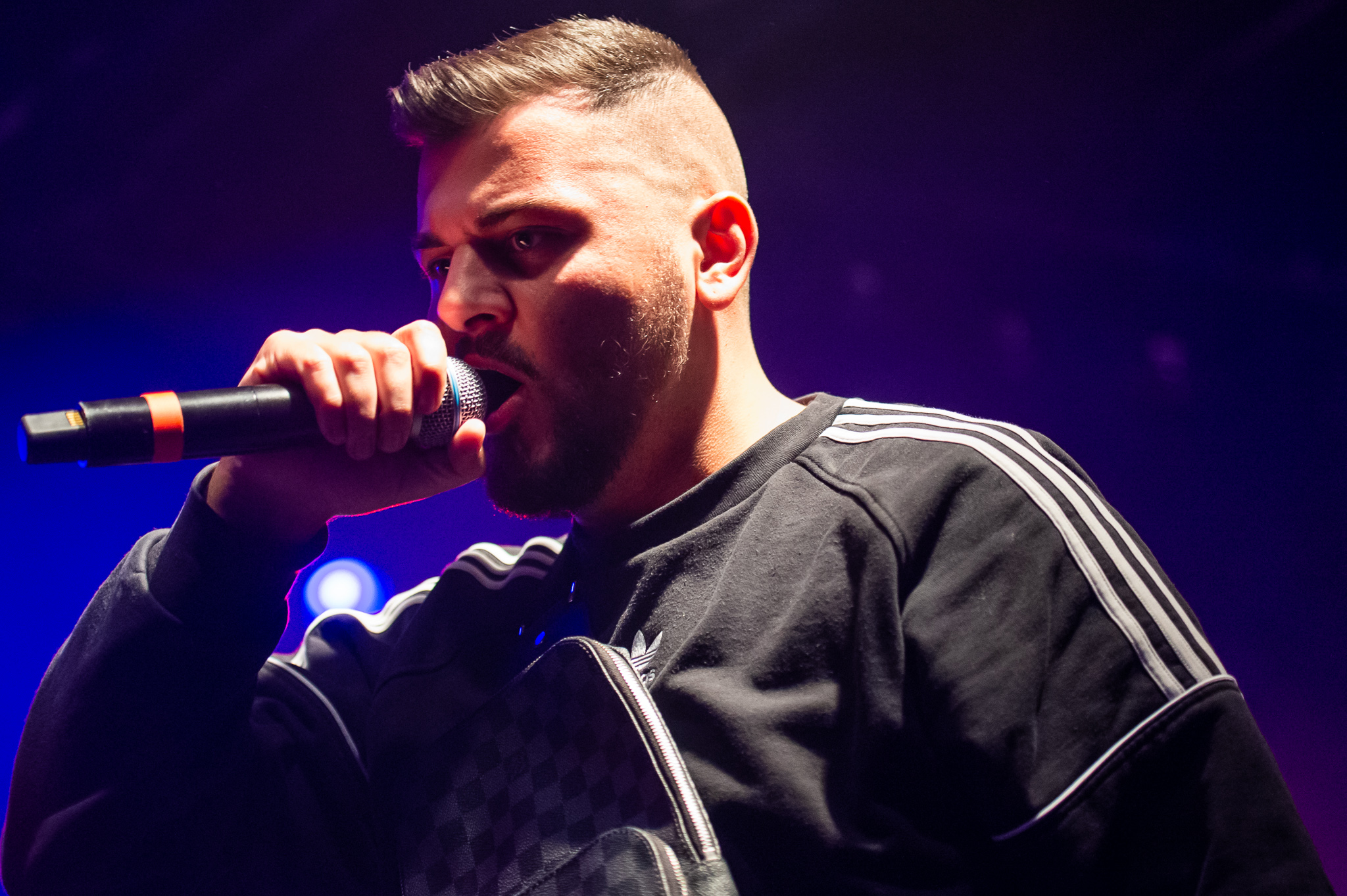
Juri (2019)

Juri, eigentlich Juri Abdul (* 3. Dezember 1989 in Wolgograd, Sowjetunion), ist ein deutschsprachiger Rapper mit russischen und afghanischen Wurzeln aus Kassel, der zunächst von 2008 bis 2011 unter dem Namen Joka bzw. Joka31 rappte – nicht zu verwechseln mit Jochen Burchards Alias „JokA“.

## Werdegang
Juri wohnt in Kassel. Mit seinem Video Meine Stadt: Kassel erzielte er auf dem Videoportal YouTube mehrere tausend Klicks. 2009 erschien seine Mixtape-CD Freitag der 13te, zu der als Feature-Gäste unter anderem auch Jeyz, Jonesmann, Real Jay, Amar, Brenna, Jasha und D-Zet beitrugen. Mit Automatikk zusammen entstand 2011 Automatikk feat. Joka 31 – Es gibt keine Gegner. Auch arbeitete er am Album Parallelen United RMX von Celo & Abdi mit.
Unter seinem wirklichen Vornamen Juri war er bis 2015 Teil der Crew Moneyrain Entertainment (SpongeBOZZ/Sun Diego, John Webber). Er nahm an dem Battlerap-Turnier RBA sowie an der JMC teil. Seit 2016 steht er bei Sun Diegos Label Bikini Bottom Mafia unter Vertrag. Über eben dieses Label erschien am 29. Juni 2018 das neue Album des Künstlers, welches den Namen „Bratans aus Favelas“ trägt. Sowohl Sun Diego, als auch Scenzah, beides Künstler, welche beim Label Bikini Bottom Mafia unter Vertrag stehen, sind auf „Bratans aus Favelas“ und der Bonus-EP „BBM Champions League, Vol. 1“ als Feature-Gäste vertreten.
Im Herbst 2019 begleitete er Kollegah als Tourgast auf dessen Monument-Tour.
Am 20. Februar 2020 kam seine neue Single Drug Dealers Dream heraus, die die erste Single aus dem zweiten Album von Juri, Bratans aus Favelas 2 ist.

## Diskografie
Studioalben
- 2009: Freitag der 13te (als Joka31)
- 2015: Teflondon
- 2018: Bratans aus Favelas
- 2020: Bratans aus Favelas 2
- 2022: Königshaki
- 2024: Königshaki 2

Kollaboalben
- 2015: Playermodus im Haterfokus (mit  John Webber)
- 2023: Bratans with Attitude (mit Scenzah)

EPs
- 2013: Juri – Check mich Juri (Free-Download)
- 2022: Juri – Königshaki

Weitere Lieder
- 2020: Red Bottoms (feat. Sun Diego, Mavie & Scenzah; #10 der deutschen Single-Trend-Charts am 31. Juli 2020[8])
- 2020: Drama (mit Asche; #12 der deutschen Single-Trend-Charts am 2. Oktober 2020[9])
- 2022: Home Invade (feat. Kollegah & Sun Diego; #18 der deutschen Single-Trend-Charts am 8. Juli 2022[10])